# Ellen Sharples
Ellen Wallace Sharples (n. 4 martie 1769, Birmingham, Regatul Marii Britanii – d. 14 martie 1849, Bristol, Regatul Unit al Marii Britanii și Irlandei) a fost o pictoriță engleză specializată în portrete, pastele și în pictura cu acuarele pe miniaturi de fildeș. Și-a prezentat cinci miniaturi la Royal Academy în 1807, și a înființat Bristol Fine Arts Academy în 1844.